# Kość międzyciemieniowa człowieka
Kość międzyciemieniowa (kość Inków, łac. os incae tripartitium, os interparietale) – rzadki wariant budowy anatomicznej kości czaszki człowieka, polegający na obecności dodatkowej kości okolicy potylicznej, odpowiadającej górnej części łuski kości potylicznej. Kość ta połączona jest z kością potyliczną szwem potylicznym poprzecznym (sutura occipitalis transversa). Nazwa kości Inków wzięła się stąd, że na czaszkach znajdywanych w Peru ten wariant stwierdzano szczególnie często. 